# Бенгальський вогонь

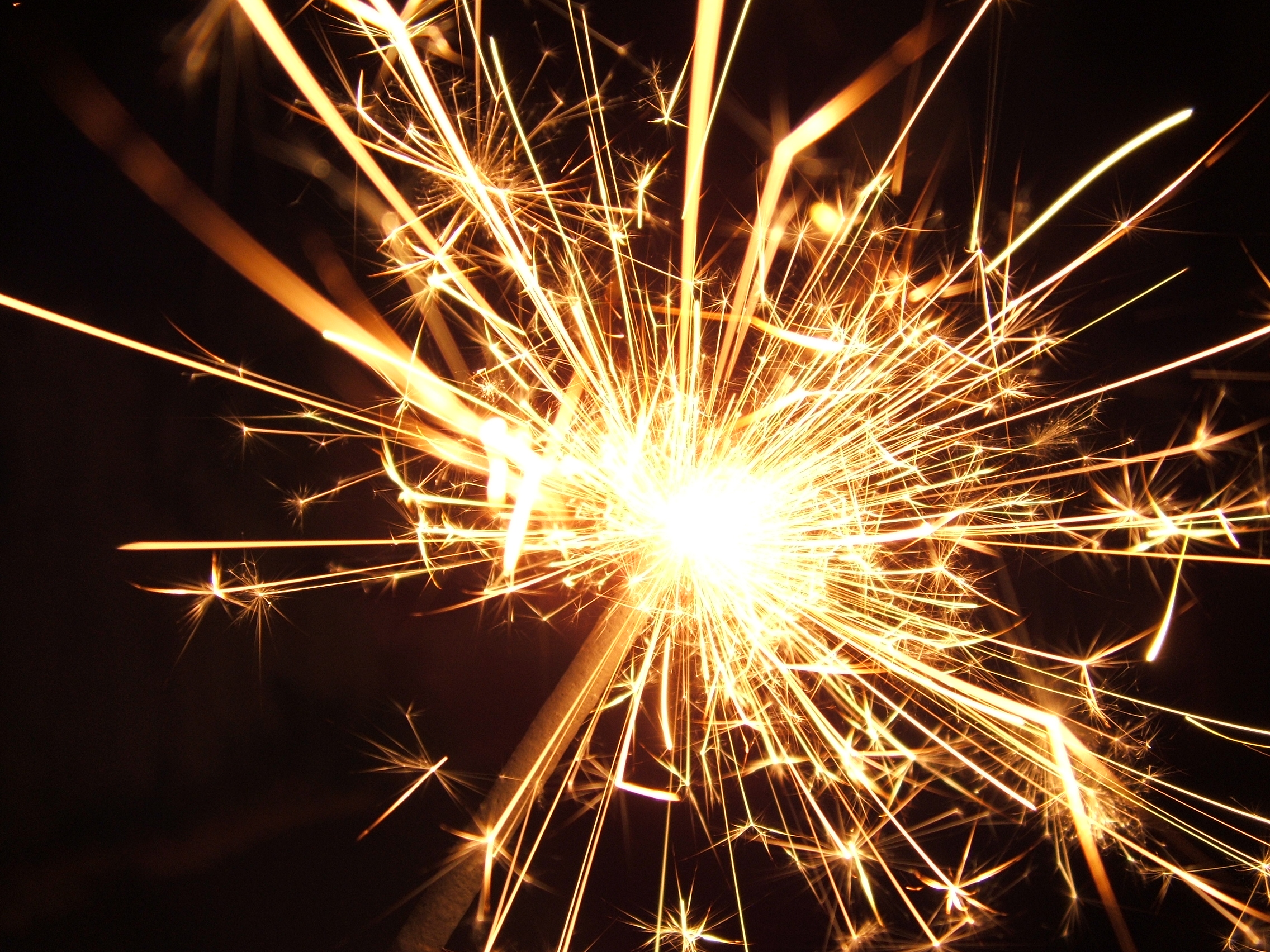
Горіння бенгальського вогню при температурі 1100° C

Бенга́льський вого́нь — піротехнічна суміш, що містить азотнокислий барій (окислювач), порошкоподібний алюміній або магній (пальне), декстрин або крохмаль (цементатор) і оксидовану залізну або сталеву тирсу. Суміш наносять на відрізки залізного дроту, отримуючи так звані бенгальські свічки. При підпалі бенгальський вогонь поволі горить, розкидаючи яскраві, виблискуючі іскри (частинки металу, що догорають на повітрі).